# Kogda derevja byli bolsjimi
Kogda derevja byli bolsjimi (russisk: Когда деревья были большими) er en sovjetisk spillefilm fra 1961 instrueret af Lev Kulidzjanov.

## Medvirkende
- Inna Gulaja som Natasja
- Jurij Nikulin som Kuzma Kuzmitj Iordanov
- Leonid Kuravljov som Lenka
- Jekaterina Mazurova som Anastasija Borisovna
- Vasilij Sjuksjin
- Ljudmila Tjursina